# Едуард Едуардс
Едуард Едуардс (на английски: Edward Edwards) е английски военноморски офицер, изследовател.

## Биография
Роден е през 1742 година в село близо до град Питърбъро, графство Кембриджшир, Англия, пето от шестте деца в семейството на Ричард Едуардс и Мери Фулър. Не е ясно кога започва военноморската си кариера в Кралския флот, но на 7 септември 1759 г., на 17-годишна възраст, получава чин лейтенант. 
През 1790 г. с два кораба „Пандора“ и „Резолюшън“ е изпратен от Адмиралтейството за търсене на бунтовниците участвали в превземането и отвличането на кораба „Баунти“ с капитан Уилям Блай, който с още няколко свои поддръжници е оставен в една лодка насред Тихия океан. Капитан Едуардс успява да открие няколко от бунтовниците установили се на остров Таити и ги арестува, а останалите, които отиват на остров Питкерн не ги намира. Шест от задържаните бунтовници са осъдени на смърт, но само трима са обесени, един по-късно е оправдан, а двама са помилвани от краля.
През 1791 г., по време на търсенето на останалите бунтовници, отплавали на „Баунти“ в просторите на Тихия океан, Едуардс открива няколко острова. На 24°41′ ю. ш. 124°47′ з. д. / 24.683333° ю. ш. 124.783333° з. д. вторично открива остров Дюси. В архипелага Туамоту открива атолите Марутеа Южен (вторично, 21°30′ ю. ш. 135°33′ з. д. / 21.5° ю. ш. 135.55° з. д.) и Туреиа (Папакена, 8 км2, 20°46′ ю. ш. 138°34′ з. д. / 20.766667° ю. ш. 138.566667° з. д.). В о-вите Токелау на 12 юни – атола Нукунону (Дук ъф Кларенс, 9°10′ ю. ш. 171°50′ з. д. / 9.166667° ю. ш. 171.833333° з. д.). На север от о-вите Фиджи на 8 август – остров Ротума (12°30′ ю. ш. 177°05′ и. д. / 12.5° ю. ш. 177.083333° и. д.) и в архипелага Санта Крус – островите Фатутака (12 август, Митре, 12°01′ ю. ш. 170°10′ и. д. / 12.016667° ю. ш. 170.166667° и. д.) и Анута (12 август, Чери, 11°37′ ю. ш. 169°51′ и. д. / 11.616667° ю. ш. 169.85° и. д.).